# Kljutj bez prava peredatji
Kljutj bez prava peredatji (russisk: Ключ без права передачи) er en sovjetisk spillefilm fra 1976 af Dinara Asanova.

## Medvirkende
- Jelena Proklova som Marina Maksimovna
- Aleksej Petrenko som Kirill Aleksejevitj
- Lidija Fedosejeva-Sjuksjina som Emma Pavlovna
- Ljubov Malinovskaja som Olga Denisovna
- Zinovij Gerdt som Oleg Trigorjevitj